# Traité de sécurité entre les États-Unis et le Japon
Le  traité de sécurité entre les États-Unis et le Japon (日本国とアメリカ合衆国との間の安全保障条約, Nipponkoku to Amerikagasshūkoku to no aida no anzen hoshōjōyaku, en anglais Security Treaty Between the United States and Japan), est signé le 8 septembre 1951 à San Francisco, en Californie, entre des représentants des États-Unis et du Japon.
Par ce traité, le Japon accorde aux États-Unis le droit de maintenir des forces armées sur son territoire ou à proximité. En outre, il interdit au Japon de fournir à des puissances étrangères des bases ou des droits en matière militaire sans le consentement des États-Unis. 
Ce traité est signé le même jour que le traité de paix de San Francisco qui met fin à l'état de guerre en Asie entre le Japon et les puissances alliées.
Ce traité est remplacé par le Traité de coopération mutuelle et de sécurité entre les États-Unis et le Japon signé le 19 janvier 1960.

## Contexte, signature et ratification
Ce traité est signé à San Francisco le même jour que le traité de paix de San Francisco qui met fin à l'état de guerre en Asie entre le Japon et les puissances alliées. À cause de son étroite connexion avec le traité de sécurité mutuelle entre le Japon et les États-Unis, le traité de paix de San Francisco est vivement critiqué par les États du bloc soviétique et par les pays asiatiques non-alignés. Dans une note du 23 août 1951, le gouvernement de l'Inde estime que la conclusion prématurée du traité de sécurité et le maintien au Japon des forces américaines, ne peuvent manquer de créer l'impression que le traité de paix ne refléte pas une décision prise par le Japon en tant que nation souveraine libre.
L'accord est ratifié par le Sénat des États-Unis le 20 mars 1952, puis par le président des États-Unis le 15 avril 1952. Le traité entre en vigueur le 28 avril 1952.

## Texte du traité
Le traité comprend un préambule et cinq articles. Le texte intégral en figure ci-après,.

### Préambule
Le Japon a signé ce jour un traité de paix avec les puissances alliées. Lors de l'entrée en vigueur de ce traité, le Japon ne disposera pas des moyens nécessaires pour exercer son droit naturel de légitime défense, car il a été désarmé.
Le Japon est en danger dans cette situation car le militarisme irresponsable n’a pas encore été chassé du monde. Par conséquent, le Japon souhaite qu'un traité de sécurité avec les États-Unis d'Amérique entre en vigueur en même temps que le traité de paix entre les États-Unis d'Amérique et le Japon.
Le traité de paix reconnaît que le Japon, en tant que nation souveraine, a le droit de conclure des accords de sécurité collective. En outre, la Charte des Nations unies reconnaît à toutes les nations un droit naturel de légitime défense individuelle et collective.
En exerçant ces droits, le Japon souhaite, à titre de disposition provisoire pour sa défense, que les États-Unis d’Amérique maintiennent leurs propres forces armées au Japon et à proximité afin de dissuader une attaque armée contre le Japon.
Les États-Unis d’Amérique, dans l’intérêt de la paix et de la sécurité, sont actuellement disposés à maintenir certaines de leurs forces armées au Japon et à proximité, en espérant toutefois que le Japon assumera lui-même de plus en plus la responsabilité de sa défense contre les agressions directes et indirectes, en évitant toujours tout armement qui pourrait constituer une menace offensive ou servir autrement qu'à promouvoir la paix et la sécurité conformément aux buts et aux principes de la Charte des Nations unies.
En conséquence, les deux parties sont convenues de ce qui suit :

### Article I
Le Japon accorde aux États-Unis d'Amérique qui l'acceptent, le droit, lors de l'entrée en vigueur du traité de paix et de ce traité, de stationner des forces terrestres, aériennes et navales au Japon et à proximité. Ces forces peuvent être utilisées pour contribuer au maintien de la paix et de la sécurité internationales en Extrême-Orient et à la sécurité du Japon contre des attaques armées de l'extérieur, y compris pour fournir une assistance, à la demande expresse du gouvernement japonais, en vue de réprimer des émeutes et troubles internes de grande envergure au Japon, éclatant à l’instigation ou à la suite d'une intervention d’une puissance ou de puissances extérieures.

### Article II
Au cours de l’exercice du droit visé à l’article premier, le Japon n’accordera, sans le consentement préalable des États-Unis d’Amérique, aucune base, aucun droit, pouvoir ou autorité que ce soit, relatifs à des bases, à un droit de garnison ou de manœuvre, ou le passage des forces terrestres, aériennes ou navales à une tierce puissance.

### Article III
Les conditions qui régiront le déploiement des forces armées des États-Unis d'Amérique au Japon et dans ses environs seront déterminées par des accords administratifs entre les deux gouvernements.

### Article IV
Le présent traité expirera lorsque, de l’avis des gouvernements des États-Unis d’Amérique et du Japon, des dispositions alternatives de sécurité auront été prises dans le cadre des Nations unies ou dans un cadre individuel ou collectif, qui soient de nature à assurer de manière satisfaisante le maintien par les Nations unies ou autrement de la paix et de la sécurité internationales dans la région du Japon.

### Article V
Le présent traité sera ratifié par les États-Unis d'Amérique et le Japon, et entrera en vigueur lorsque les instruments de ratification auront été échangés à Washington.

## Sources

## Compléments